# Anthopterus racemosus
Anthopterus racemosus là một loài thực vật có hoa trong họ Thạch nam. Loài này được Hook. mô tả khoa học đầu tiên năm 1840.